# Guillaume Raineau
Guillaume Raineau (født 29. juni 1986 i Nantes, Frankrig) er en fransk roer.
Raineau var med i den franske letvægtsfirer, der vandt bronze ved OL 2016 i Rio de Janeiro, sidste gang disciplinen var med på OL-programmet. Båden bestod desuden af Franck Solforosi, Thomas Baroukh og Thibault Colard. Franskmændene sikrede tredjepladsen efter en finale, hvor Schweiz og Danmark vandt henholdsvis guld og sølv. Han var også med i båden ved OL 2008 i Beijing, hvor franskmændene sluttede på 4. pladsen.
Raineau vandt desuden en VM-bronzemedalje i letvægtsfirer ved VM 2015.

## OL-medaljer
- 2016:  Bronze i letvægtsfirer